# Jagdgruppe 101. Puma
Die Jagdgruppe 101 Puma (Magyar Királyi Honvéd Légierő 101. „Puma“ Honi Légvédelmi Vadászrepülő Osztály – Königlich-ungarische Luftverteidigungsjagdgruppe 101 Puma) war ein Verband der ungarischen Luftwaffe im Zweiten Weltkrieg. Später wurde die Gruppe auf ein Jagdgeschwader (Vadászrepülő Ezred) entwickelt. Dieses war die berühmteste und bekannteste ungarische Kampfeinheit während des Zweiten Weltkrieges und wurde nach ihrem Abzeichen auch Puma genannt. Der Verband flog seine Einsätze gegen die 15. US-Luftflotte über Ungarn und später gegen die sowjetischen Luftstreitkräfte über Ungarn und Österreich („Ostmark“). Die Basis war der Flughafen in der Nähe von Veszprém (Veszprém-Jutas). Zu den bekanntesten Einheitsangehörigen zählten Dezső Szentgyörgyi, Lajos Tóth und László Molnár. Das Standardflugzeug der Einheit war die Messerschmitt Bf 109.

## Geschichte

### Der Pumakopf
Der heulende rote Pumakopf tauchte erstmals 1938 in der Königlich Ungarischen Luftwaffe auf. Nachdem Aladár Heppes, während seiner Zeit in der Jagdstaffel 1/3., das Abzeichen entworfen hatte, zeichnete László Baráth die Originalgrafik.
Im Gegensatz zum anderen Abzeichen, hing der Pumakopf nicht zu einer bestimmten Staffel oder Gruppe ab, sondern vom Kommandeur, Aladár Heppes. Wenn er in eine andere Einheit verlegt wurde, führte er das Abzeichen mit.
Der Pumakopf wurde zuerst bei der Jagdstaffel 1/3. (später umbenannt auf 2/2.) benutz und dann bei der Jagdgruppe 5/I. an der Ostfront. Letztendlich war es bei der Jagdgruppe 101 (und beim Jagdgeschwader 101).
Das Motto: „Unser Führer ist der Mut, unser Begleiter ist das Glück“ stammt vom Kommandeur der Jagdstaffel 1/3., Mihály Nagy.

### Aufstellung
Am 19. März 1944 fielen die deutschen Truppen in Ungarn ein (Unternehmen Margarethe). Die bewaffneten Kräfte Ungarns leisteten nicht zu viel Widerstand und Ungarn wurde besetzt.
Daher begann im April 1944 die 15. US-Luftflotte der USAAF von Italien aus mit den ersten strategischen Tagbomberangriffen auf Ziele auf ungarisches Gebiet.
Die bestehende ungarische Jagdflugzeugorganisation wurde als taktisch ungeeignet angesehen, um den ungarischen Luftraum wirksam vor solchen Angriffen zu schützen. Infolgedessen beschloss das Országos Légvédelmi Parancsnokság (Territoriales Luftverteidigungskommando), alle vorhandenen Jagdflugzeuge in einer einzigen Jagdeinheit zu konzentrieren. Die 101. Puma Honi Légvédelmi Vadászrepülő Osztály (heimatliche Luftverteidigungsjagdgruppe 101, kürzere und bekannteste Version ist 101. Puma Vadászosztály – Jagdgruppe 101 Puma) wurde am 1. Mai 1944 aus mehreren bestehenden ungarischen Jagdverbänden gebildet.
Von 19. September 1944 wurde die Jagdgruppe auf Jagdgeschwader entwickelt. Die II. Gruppe wurde mit drei Staffeln aufgestellt. Aladár Heppes wurde zum Geschwaderkommodore befördert. Miklós Scholtz wurde der Gruppenkommandeur der I. Gruppe und Major Gyula Csathó der II. Gruppe. Sie wurden auf die neuesten Messerschmitt Bf 109G-10/U4 und G-14/U4 Typen umgerüstet, die mit MW-50 und der 3 cm MK 108 Kanone ausgerüstet waren.
Die dritte Gruppe mit drei Staffeln kam am Ende Dezember 1944 durch Umbenennung der Jagdgruppe 102 dazu. Gruppenkommandeur wurde Major József Kovács.

### Verteidigung gegen die US 15th Air Force – Die „Amerikanische Saison“
Die Jagdgruppe 101 (mit zwei Staffeln) führte am 24. Mai 1944 ihren ersten Kampfeinsatz durch. Aber nur die 1. Staffel hatte eine Feindberührung. Der Start war nicht gerade erfolgreich. Es wurde sechs Luftsiegen wurden gemeldet, aber die Gruppe verlor acht Flugzeuge, ein Flugzeugführer kam ums Leben und einer wurde verletzt.
Der erste Gruppeneinsatz war am 30. Mai 1944, aber wegen eines Fehlers der Jägerleitung hatten sie keine Feindberührung. Am 14. Juni 1944 flog die gesamte Jagdgruppe (32 Flugzeuge) einen Einsatz und griffen sie 15 P-38 Lightning der 14. FG an. Fünf Abschüsse gegen P-38s wurden bestätigt (der Verlust der 14. FG war fünf Flugzeuge), zwei Bf 109 gingen verloren, und ein Pilot fiel. Zwei Tage später war wieder eine große Luftschlacht zwischen den Kontrahenten. Mehr als 900 amerikanische Maschinen griffen ungarische Ziele an. Diese wurden mit 28 Bf 109 Jägern der Puma Gruppe bekämpft.
Acht Abschüsse wurden bestätigt aber die Verluste betrugen hoch – vier Gefallene, zwei Verwundete sowie fünf Flugzeuge. Am 7. August 1944 erlitt ein gemeinsamer ungarisch-deutschen Verband (JGr 101 und I./JG 302) auch schwer Verluste.
Ein Missverständnis zwischen der Jägerleitung und dem ungarischen Verbandsführer verzögerte den Angriff auf eine Mustang-Staffel, deshalb dezimierten sie den Verband. Fünf ungarische und drei deutsche Bf 109s wurden abgeschossen. Dabei kommen zwei ungarische Flugzeugführer ums Leben. Lt. László Molnár erlitt wahrscheinlich noch in seinem Flugzeug tödliche Verletzungen, und als die Bf 109 explodierte, wurde er herausgeschleudert und stürzte in den Wald bei Káld. Dies wird dadurch belegt, dass der Pilot bei seiner Bergung noch seine Sauerstoffmaske trug und sein Körper teilweise verbrannt und mit Prellungen übersät war. Frühere Berichte über seinen Tod waren wahrscheinlich ungenau, was durch das 2020 erschienene Buch „Oroszlán a Pumák között” (Löwe unter den Pumas) geklärt wurde.
 Fhr. János Nyemecz konnten mit dem Fallschirm abspringen, wurden aber von den amerikanischen Jagdflugzeugen in der Luft getötet.
Ein weiterer ungarischer Flugzeugführer wurde schwer verletzt. Der deutsche Verband beklagte 3 verletzte Piloten.
Während der „Amerikanischen Saison“ hatte die Jagdgruppe 101 46 ein- und zweimotorige Jäger und 61 viermotorige Bomber abgeschossen. Die Verluste waren sehr hoch, etwa 30 Flugzeugführer waren gefallen oder wurden verletzt. 78 Bf 109 gingen verloren.

### Ostfront
Die Rote Armee erreichte im Oktober 1944 die ungarische Grenze. Gegen die russischen Truppen flog die Einheit am 12. Oktober 1944 den ersten Einsatz in der Nähe von Szeged.
Ab den 8. November 1944 wurde der Verband offiziell nur gegen den Roten Armee eingesetzt. Die sowjetischen Luftwaffenverbände verwendete andere Kampfverfahren wie die USAAF. Anstatt des Angriffs des feindlichen Hinterlandes schützen sie ihre Fronteinheiten. Es bedeutet, dass sie keine
30-40-fachen Übermacht hatten, manchmal hatten sogar die Pumas eine Überlegenheit. Das bedeutete mehr Einsätze, weil der eigenen Truppen eine tägliche Unterstützung brauchten (die 15. USAAF griff in den großen Intervallen an). Die ungarischen Jäger verwendeten die folgende Taktik: Einflug über 6000 m über das Zielgebiet, die Ilyushin Il-2 Sturmovik flogen in Bodennähe und ihren Begleitschutz in zirka 2000–3000 m. Nachdem die Messerschmitts den Begleitschutz durchgebrochen hatten, griffen sie die Il-2s an.
Viele Tiefangriffe wurden auf Truppensammlungen, Marschkolonnen usw. geflogen. Sie waren sehr gefährlich, weil die russischen Soldaten sich mit allem, von der Pistole zu der 37-mm-FlaK verteidigt haben.
Im Oktober 1944 wurden nur an sieben Tagen Einsätze geflogen. Sie erzielten zwei Abschüsse gegen US-Flugzeuge (und zwei gegen sowjetische Flugzeuge durch der JGr 102), eigene Verluste betrugen zwei gefallene und ein verwundeter Pilot gegen die 15. US-Luftflotte.
Im November wurden an siebzehn Tagen Einsätze geflogen. Das JG 101 erzielte am 2. November 1944 die ersten zwei Abschüsse gegen die sowjetische Luftwaffe. Insgesamt erzielten sie im November 14 Abschüsse (+7 gegen die 15. US-Luftflotte, und 11 sowjetische durch JGr 102), verloren vier Gefallene und drei Verwundeten.
Bei zwölf Einsatzflügen im Dezember 1944 wurden insgesamt 16 Abschüsse erzielt – 14 sowjetische,
ein amerikanischer und ein rumänischer (+ 13 Abschüsse durch das JGr 102) und zwei Gefallene (ein aus JGr 102) und zwei Verwundeten.
Bis 22. Dezember vermeldete man 24 eigenen Pilotenverluste.
Die dritte Gruppe mit drei Staffeln kam am Ende Dezember 1944 durch Umbenennung der Jagdgruppe 102 dazu.
Im Januar 1945 erzielte die 101/I. bei 82 Einsätzen, 28 Abschüsse, die eigenen Verluste betrugen drei Gefallene und zirka 20 Flugzeuge.
Die 101/II. flog 53 Einsätze, erzielte 25 Abschüsse und verlor zwei Flugzeugführer.
Die 101/III. erzielte 15 Abschüsse und verlor ein Flugzeugführer.
Im Februar wurden an zehn Tagen Einsätze geflogen, dabei wurden 15 Abschüsse (14 Sowjet und ein US) bei fünf eigenen Pilotenverlusten erzielt.
Im März wurden an 20 Tagen Einsätze geflogen. Es wurden erzielten 53 Abschüsse (51 Sowjet, 2 US) erzielt. Acht Gefallenen, zwei Gefangennahmen und vier Verwundete wurden beklagt.
Am 21. März wurde das Geschwader von Veszprém nach Kenyeri versetzt. Am 26. und 27. März ging es weiter nach Großpetersdorf im Burgenland/Österreich und am 29. nach Tulln/Niederösterreich.
Im April wurde an 14 Tagen Einsätze geflogen. Hierbei wurden 12 Abschüsse erzielt (11 Sowjet, 1 US), elf Gefallenen, zwei Gefangennahmen und fünf Verwundete wurden beklagt.
Am 5. April wurde das Geschwader nach Raffelding (Oberösterreich) versetzt.
Am 6. April wurde der Flugzeugbestand auf 16 Stück pro Gruppe reduziert.
Der letzte Abschuss wurde am 17. April von Oberleutnant Elemér Kiss im Bereich Milowitz über eine Jak-9 erzielt. Der letzte Einsatz wurde am 23. April durchgeführt mit dem Ergebnis von drei vermissten Piloten. (Von den drei Vermissten kehrte einer noch am selben Tag zur Basis zurück.)
Am 5. Mai 1945, dem Tag der Kapitulation legte das Geschwader vor dem Kommandeur des US 206th Engineering Bataillon (Oberstleutnant Henry S. Beeler) die Waffen nieder und begab sich in das Kriegsgefangenenlager bei Wels/Oberösterreich.

### Nach dem Krieg
Nach dem Zweiten Weltkrieg dienten viele Puma-Piloten in den ungarischen Luftstreitkräften. In den 1950er Jahren wurden die meisten von ihnen verurteilt und eingesperrt. Einige von ihnen sind im Gefängnis gestorben und einige wurden hingerichtet (z. B. Lajos Tóth). Die anderen wurden nach kürzerer oder längerer Zeit entlassen, nachdem sie Schläge und Folter erlitten hatten. Das Bild der ungarischen Jagdflieger und Experten, die an der Ostfront sehr erfolgreich waren, war für die kommunistische Führung politisch unvertretbar. Infolgedessen geriet die Geschichte des Geschwaders weitgehend in Vergessenheit, bis in den 1980er Jahren die Geschichte der Königlich Ungarischen Luftwaffe wieder ans Licht kamen. Mehrere Historiker und Pilotenveteranen, wie der Puma-Veteran Tibor Tobak, begannen damals, ihre Werke zu diesem Thema zu veröffentlichen – Pumák Földön-Égen (Pumas am Boden und in der Luft), und später auf Französisch wie Les Pumas Rouges (Die roten Pumas).
Die Abzeichen, das Motto und die Traditionen der Pumas wurden 1988 wiederbelebt, als die 1. Jagdstaffel (1. vadászrepülő század) des „MH 59. Szentgyörgyi Dezső Repülőbázis (Luftwaffenbasis)“ den Namen „Puma“ wiederaufnahm. Die Einheit flog Düsenjäger vom Typ MiG-21 und ab 1994 MiG-29. Im Jahre 2006 wurde die Umstellung auf den schwedischen Saab JAS 39 Gripen begonnen, die die Einheit jetzt benutzt. Ab dem 1. Januar 2023 wurde die Luftwaffenbasis unter dem Namen „MH vitéz Szentgyörgyi Dezső 101. Repülődandár (Luftwaffenbrigade)“ weitergeführt.
Eine ungarische Messerschmitt Bf 109 G-10/U4 aus der 101. vadászezred, mit der Werknummer 611943, ist bis heute im Planes of Fame Museum in Valle, Arizona/USA erhalten geblieben.

## Organisation

### Jagdgruppe 101 Puma
Gruppenkommandeure: Major Aladár Heppes
1. Staffel der Jagdgruppe 101 (101/1. Zongora) – Spitzname Piano
Staffelkapitän: Hauptmann Miklós Scholtz
Die Staffel entstand durch die Umbenennung der Jagdstaffel 2/1. Tőr (Dolch)
2. Staffel der Jagdgruppe 101 (101/2. Retek) – Spitzname Rettich
Staffelkapitän: Hauptmann György Újszászy
Die Staffel entstand durch die Umbenennung der Jagdstaffel 1/1. Dongó (Hummel)
3. Staffel der Jagdgruppe 101 (101/3. Drótkefe) – Spitzname Drahtbürste
Staffelkapitän: Oberleutnant József Bejczy
Die Staffel entstand durch die Umbenennung der Jagdstaffel 5/3. Kőr-Ász (Herz As)

### Jagdgeschwader 101 Puma von 19. September 1944.
Geschwaderkommodore: Major Heppes Aladár (Oberstleutnant von 1. Februar 1945)
101/I. Gruppe – „Miklós“ (Nikolaus)
Major Aladár Heppes (1. Mai 1944. – 19. September 1944.)
Hauptmann Miklós Scholtz (19. September 1944. – 14. Januar 1945.)
Oberleutnant Pál Irányi (14. Januar 1945. – 4. Mai 1945.)
101/1. Staffel – „Zongora“ (Piano)
Hauptmann Miklós Scholtz (1. Mai 1944. – 19. September 1944.)
Oberleutnant Pál Irányi (19. September 1944. – 8. November 1944.)
Oberleutnant Jenő Murányi (9. November 1944. – 23. Januar 1945.)
Leutnant József Málik (23. Januar 1945. – 16. April 1945.)
101/2. Staffel – „Retek“ (Rettich)
Hauptmann György Újszászy (1. Mai 1944. – 19. September 1944.)
Oberleutnant Tibor Papp (19. September 1944. – 16. November 1944.)
Leutnant Lajos Tóth (16. November 1944. – 4. Mai 1945.)
101/3. Staffel – „Drótkefe“ (Drahtbürste)
Oberleutnant József Bejczy (1. Mai 1944. – 4. November 1944.)
Leutnant György Debrődy (5. November 1944. – 16. November 1944.)
Oberleutnant Sándor Halasi (18. November 1944. – 4. Mai 1945.)
101/II. Gruppe – „István“ (Stefan), Kenyeri, (3. September 1944. – 4. Mai 1945.)
Major Gyula Csathó (3. September 1944. – ?)
Major István Fülöp (? – 4. Mai 1945.)
101/4. Staffel – „Vihar“ (Sturm) (ex Jagdstaffel 1/2. Ludas Matyi – Szolnok)
Oberleutnant György Bánlaky (3. September 1944. – 6. November 1944.)
Oberleutnant Béla Füleky (7. November 1944. – 4. April 1945.)
101/5. Staffel – „Mókus“ (Eichhörnchen)
Oberleutnant György Pávay-Vajna (25. September 1944. – 4. Mai 1945.)
101/6. Staffel – „Kölyök“ (Bube) Ausbildungsstaffel
Oberleutnant Tibor Papp (21. November 1944. – 15. Februar 1945.)
101/III. Gruppe – „József“ (Josef) Veszprém, (Januar 1945. – 4. Mai 1945.)
Major József Kovács (Januar 1945. – 4. Mai 1945.)
101/7. Staffel – „Kóró“ (Dorn) – ex 102/1. Staffel
Oberleutnant László Máthé (Januar 1945. – 4. Mai 1945.)
101/8. Staffel – „Ricsi“ – ex 102/2. Staffel
Hauptmann László Pottyondy (Januar 1945. – 4. Mai 1945.)
101/9. Staffel – „Béka“ (Frosch) – ex „Reich“ Überführungstaffel
Hauptmann István Békássy (20. Februar 1945. – 4. Mai 1945.)